# Buprestis novemmaculata
Buprestis novemmaculata là một loài côn trùng trong họ Buprestidae. Loài này được Linnaeus miêu tả khoa học đầu tiên năm 1767.
Đây là loài gây hại của các cây trong chi Larix, phát triển phổ biến ở Chile.

## Hình ảnh

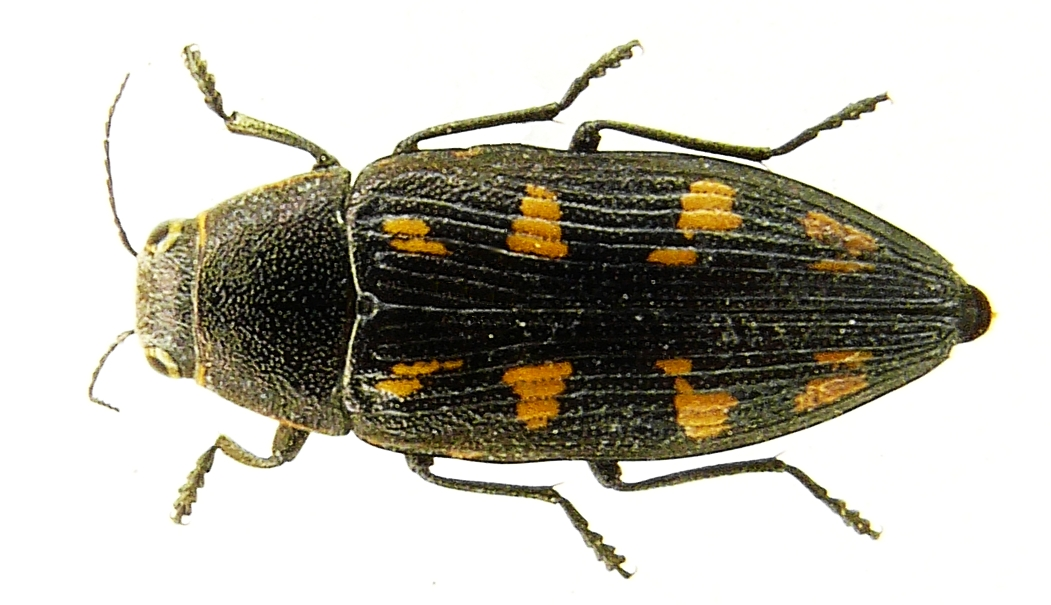
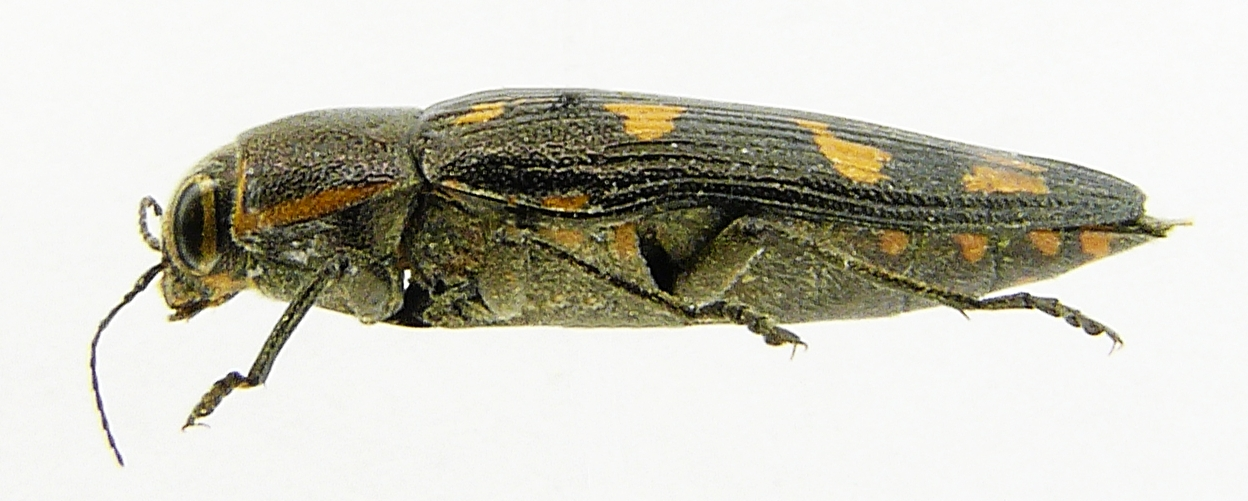
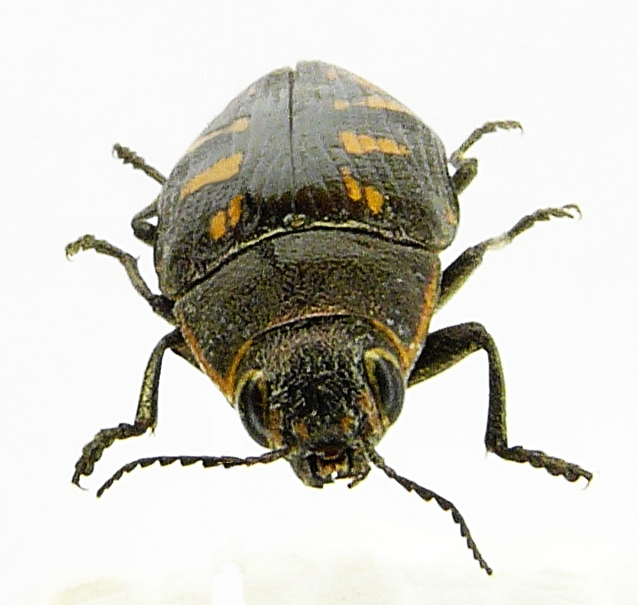